# Whitshed Keene
Pour les articles homonymes, voir Keene.
Whitshed Keene, né en Irlande vers 1731 et mort le 27 février 1822, est un militaire et homme politique britannique.

## Biographie
Fils d'un militaire irlandais, il étudie au Trinity College de Dublin, dont il sort en 1750 avec un diplôme de Bachelor of Arts. Il rejoint le 5e régiment d'infanterie de l'Armée britannique, et y est promu lieutenant en 1754, puis capitaine deux ans plus tard. En 1762 il est détaché à l'armée portugaise, pays ami du royaume de Grande-Bretagne, qui lui confère le grade de lieutenant-colonel. Il quitte l'armée en 1768. Il s'établit alors à Paris, se rapproche de l'ambassadeur britannique Francis Seymour-Conway et devient son « maître des chevaux » (Master of the Horse).
En 1768, à l'occasion d'une élection partielle, il devient député à la Chambre des communes pour le bourg de Wareham, « bourg de poche » contrôlé par John Calcraft. Il n'est toutefois pas du tout actif au Parlement. En 1774 il est nommé à la Commission du commerce, et aux élections législatives de 1774 il est élu comme seul candidat pour représenter Montgomery à la Chambre. Représentant choisi par le comte de Powys pour défendre ses intérêts, il est reconduit à cette fonction, généralement sans adversaire et donc sans vote, pendant quarante-quatre ans. Il est « peu connu » par les habitants de sa circonscription, mais les comtes successifs s'assurent généralement que personne ne présente contre lui,.
D'avril à décembre 1783 il est membre du Conseil de l'Amirauté dans l'éphémère gouvernement de coalition mené par le duc de Portland.
Bien que soutenant généralement le gouvernement de William Pitt le Jeune (1783-1801), il vote contre l'interdiction de la traite négrière en 1796. Il soutient les actes d'Union de 1800 qui font de la Grande-Bretagne et de l'Irlande un royaume unifié, le Royaume-Uni de Grande-Bretagne et d'Irlande. À partir de 1805 il se dit spécialiste des affaires indiennes, et participe principalement aux débats touchant à l'administration des Indes britanniques par la Compagnie britannique des Indes orientales. Il vote contre l'émancipation des catholiques, et contre la loi protectionniste Corn Law Act de 1815. Considéré comme « doyen de la Chambre des communes », il démissionne de la vie politique en 1818 après cinquante ans au Parlement, et meurt en 1822 à l'âge de 90 ans.